# 土屋源市
土屋 源市（つちや げんいち、1888年〈明治21年〉7月1日 - 1968年〈昭和43年〉7月8日）は、明治末から昭和期の獣医師、政治家、実業家。衆議院議員、岡山県新見市長、同市名誉市民。旧姓・佐々木。和牛の改良に心血を注ぎ岡山県の「和牛の父」と称された。

## 経歴
岡山県阿賀郡実村（千屋村、阿哲郡千屋村を経て現新見市千屋実）で、農業・佐々木久太郎の三男として生まれる。1908年（明治41年）岡山県農学校（現岡山県立高松農業高等学校）獣医科を卒業した。1913年（大正2年）阿哲郡美穀村唐松の土屋和吉の養子となる。
阿哲郡吏員、同農業技手、阿哲郡産牛馬組合技師を務め、千屋牛の改良に尽力した。1920年（大正9年）阿哲畜産 (株) が設立されると支配人に就任し、その後、同社長を務めた。その他、阿哲郡産牛馬組合長、阿哲郡産業組合長、新見町産業組合理事長、阿哲郡商業組合長、全国和牛登録協会初代副会長、中国和牛協会初代副会長、岡山県畜産組合連合会長などを務めた。
政界では、1931年（昭和6年）9月26日に阿哲郡選挙区から岡山県会議員選挙に立候補して初当選を果たした。また、1938年（昭和13年）11月16日から1939年（昭和14年）9月26日まで第37代同議長を務めた。1942年（昭和17年）4月、第21回衆議院議員総選挙で翼賛政治体制協議会の推薦を受け岡山県第2区から出馬して当選し、衆議院議員に1期在任。同年5月17日に県議を辞職した。この間、翼賛政治会政調農林委員、同商工兼務委員などを務め、その後、日本進歩党に所属した。
戦後、公職追放となった。追放解除後、1954年（昭和29年）7月、初代新見市長に就任し、体調が理由で1期在任して引退した。

## 親族
- 妻 土屋けい（養父長女）[6]